# جو كورتيس
جو كورتيس (بالإنجليزية: Joe Curtis)‏ هو لاعب كرة قدم أمريكية أمريكي، ولد في 14 نوفمبر 1882 في بويبلو في الولايات المتحدة، وتوفي في 29 يناير 1972 في كانساس سيتي في الولايات المتحدة.